# 石川県道路公社
石川県道路公社（いしかわけんどうろこうしゃ）は、かつて石川県羽咋市にあった地方道路公社。2013年3月31日に、これまで管理してきたすべての道路が無料化されたのに伴い廃止された。以降、同所に「中能登土木総合事務所 のと里山海道維持管理課」が置かれている。

## 概要
- 所在地 ： 石川県羽咋市寺家町レ部48番地2
- 設立団体 ： 石川県

## かつて管理していた道路
- 能登島大橋有料道路（石川県道47号七尾能登島公園線） - 1998年7月1日無料開放。
- 田鶴浜道路（国道470号） - 2013年3月31日無料開放。
- 能登有料道路（石川県道60号金沢田鶴浜線、国道470号、石川県道1号七尾輪島線）- 同上。
- 川北大橋有料道路（石川県道22号金沢小松線）- 同上。